# Microséjour
Les microséjours sont des occupations de chambres d'hôtel de moins de 24 heures, où le client décide de l'heure d'arrivée et de la durée de son séjour. Cette possibilité apporte de la flexibilité aux clients de l'industrie hôtelière, un confort accru pour travailler, se reposer, ou simplement se détendre pendant quelques heures en payant un prix fonction de la durée.